# Årnäs
Årnäs is een plaats in de gemeente Götene in het landschap Västergötland en de provincie Västra Götalands län in Zweden. De plaats heeft 171 inwoners (2005) en een oppervlakte van 43 hectare. De plaats ligt aan het Vänermeer.